# DJ Falcon
Stéphane Quême (más conocido como DJ Falcon) es un disc jockey y productor francés de música electrónica. Es conocido sobre todo por crear el tema de French House "So Much Love To Give" junto a Thomas Bangalter.

## Biografía
DJ Falcon nació en París el 2 de enero de 1973. De pequeño era un entusiasta de bandas de rock como Dinosaur Jr. o Fugazi. Empezó a hacer música electrónica a finales de los años 90. Conoció a Thomas Bangalter, miembro de Daft Punk, en 1997, y se hicieron muy amigos. Thomas sugirió a Falcon que publicara sus proyectos en su discográfica, Roulé. En 1999 publicó su primer EP, llamado "Hello My Name is Dj Falcon". Más tarde hizo varias colaboraciones con Bangalter, en un grupo llamado Together.En 2013 colaboró con Daft Punk en un tema de su álbum Random Access Memories, "Contact". Actualmente está trabajando en un álbum junto a su primo, Alan Braxe.

## Discografía
- 1999

-Hello My Name Is Dj Falcon (EP). Temas:
·1 - First 4:21
·2 - Honeymoon 5:10
·3 - Untitled 5:20
·4 - Unplugged 4:44
- 2000

-Together(Sencillo)
- 2002

-So Much Love To Give(Sencillo)
•  2022
-Step By Step (EP). Temas:
1 - Step By Step (ft. Panda Bear)
2 - Love me
3 - Creative Source
4 - Elevation

## La polémica de Call On Me
En 2004, el productor Eric Prydz sacó su exitoso tema Call On Me. Posteriormente, se demostró que este tema plagia una demo no publicada que DJ Falcon hizo junto a Thomas Bangalter varios años antes, basada en un sample de "Valerie", canción de Steve Winwood, como el propio Falcon declaró en una entrevista.
- Datos: Q543981
- Multimedia: DJ Falcon / Q543981